# Dyrol Burleson
Dyrol Jay Burleson  (né le 27 avril 1940 à Cottage Grove) est un athlète américain, spécialiste des courses de demi-fond.

## Biographie
En 1959, à Chicago, Dyrol Burleson remporte le titre du 1 500 mètres des Jeux panaméricains, dans le temps de 3 min 49 s 1, devant ses compatriotes Jim Grelle et Ed Moran. Il participe à deux Jeux olympiques successifs sur 1 500 m, se classant 6e en 1960 et 5e en 1964.
Il remporte à trois reprises les Championnats NCAA et s'adjuge par ailleurs 3 titres aux Championnats des États-Unis d'athlétisme en plein air, dans l'épreuve du Mile, en 1959, 1961 et 1963. Il détient simultanément les records nationaux du 1 500 m et du Mile entre 1960 et 1961.
Il est élu au Temple de la renommée de l'athlétisme des États-Unis en 2010.

### Palmarès
| Date | Compétition           | Lieu    | Résultat | Épreuve | Temps        |
| ---- | --------------------- | ------- | -------- | ------- | ------------ |
| 1959 | Jeux panaméricains    | Chicago | 1er      | 1 500 m | 3 min 49 s 1 |
| 1960 | Jeux olympiques d'été | Rome    | 6e       | 1 500 m | 3 min 40 s 9 |
| 1964 | Jeux olympiques d'été | Tokyo   | 5e       | 1 500 m | 3 min 40 s 0 |

### Records
| Épreuve | Performance  | Lieu | Date |
| ------- | ------------ | ---- | ---- |
| 1 500 m | 3 min 38 s 8 |      | 1964 |
| Mile    | 3 min 55 s 6 |      | 1963 |